# نيكولاي جون لومان كروغ
نيكولاي جون لومان كروغ هو سياسي نرويجي، ولد في 6 يوليو 1787 في درانغدال في النرويج، وتوفي في 15 أكتوبر 1856 في أوسلو في النرويج.

## مناصب
- انتخب  (سبتمبر 1850 – سبتمبر 1851).
- انتخب  (نوفمبر 1848 – سبتمبر 1849).
- انتخب  (سبتمبر 1845 – أكتوبر 1846).
- انتخب  (سبتمبر 1841 – سبتمبر 1842).
- انتخب  (مايو 1838 – مايو 1839).
- انتخب  (مايو 1835 – 28 أبريل 1836).
- انتخب  (أغسطس 1832 – يوليو 1833).
- انتخب  (ديسمبر 1828 – يناير 1830).
- انتخب  (أكتوبر 1825 – سبتمبر 1826).
- انتخب  (23 أغسطس 1821 – مايو 1822).
- انتخب Minister of Auditing [الإنجليزية]‏ (12 أبريل 1853 – 5 يناير 1855).
- انتخب Minister of Auditing [الإنجليزية]‏ (يوليو 1852 – أكتوبر 1852).
- انتخب Minister of Auditing [الإنجليزية]‏ (سبتمبر 1851 – يونيو 1852).
- انتخب Minister of Auditing [الإنجليزية]‏ (سبتمبر 1849 – سبتمبر 1850).
- انتخب Minister of Auditing [الإنجليزية]‏ (أكتوبر 1846 – نوفمبر 1848).
- انتخب Minister of Auditing [الإنجليزية]‏ (سبتمبر 1842 – سبتمبر 1845).
- انتخب Minister of Auditing [الإنجليزية]‏ (مايو 1839 – سبتمبر 1841).
- انتخب Minister of Auditing [الإنجليزية]‏ (27 مايو 1837 – مارس 1838).
- انتخب Minister of Auditing [الإنجليزية]‏ (يونيو 1831 – يناير 1832).
- انتخب  (مايو 1836 – ديسمبر 1836).
- انتخب  (يوليو 1833 – سبتمبر 1834).
- انتخب  (يناير 1830 – يناير 1831).
- انتخب Norway's Army Minister ‏ (مايو 1836 – 25 أكتوبر 1837).
- انتخب Norway's Army Minister ‏ (يوليو 1833 – مايو 1835).
- انتخب Norway's Army Minister ‏ (يناير 1830 – أغسطس 1832).
- انتخب Norway's Army Minister ‏ (سبتمبر 1826 – ديسمبر 1828).
- انتخب Norway's Army Minister ‏ (يونيو 1822 – أكتوبر 1825).
- انتخب  (1836 – 1855).